# اقتصاد جریان اصلی
اقتصاد جریان اصلی یا اقتصاد متعارف (انگلیسی: Mainstream economics) به بدنه اصلی دانش، نظریه‌ها و مدل‌های علم اقتصاد گفته می‌شود که به‌طور گسترده و آکادمیک مورد تدریس قرار گرفته و آموخته‌می‌شود. این بدنه عموماً توسط اقتصاددان‌ها پذیرفته‌شده و به عنوان پایه‌ای برای مباحث قرار داده می‌شود. اقتصاد جریان اصلی را می‌توان در تضاد با اقتصاد دگراندیشانه یا اقتصاد هتردکس قرار داد. برخی مانند محمود متوسلی اقتصاد جریان اصلی را معادل «اقتصاد ارتدکس» می‌دانند. تخصص اقتصاد عموماً به اقتصاد نئوکلاسیک نسبت داده‌شده‌است و به مرور زمان نگرش کینزی به اقتصاد کلان را نیز شامل شده‌است.